# Tarenna
Tarenna est un genre de plantes appartenant à la famille des Rubiaceae.
Genre

## Liste des espèces et variétés
Selon BioLib (24 juillet 2017) :
- Tarenna dallachiana (F. Muell. ex Benth.) S. Moore
- Tarenna grevei (Drake) Homolle
- Tarenna monticola S.T. Reynolds & P.I. Forst.
- Tarenna sambucina (G. Forst.) Durand

Selon Catalogue of Life (24 juillet 2017) :
- Tarenna acuminata Merr.

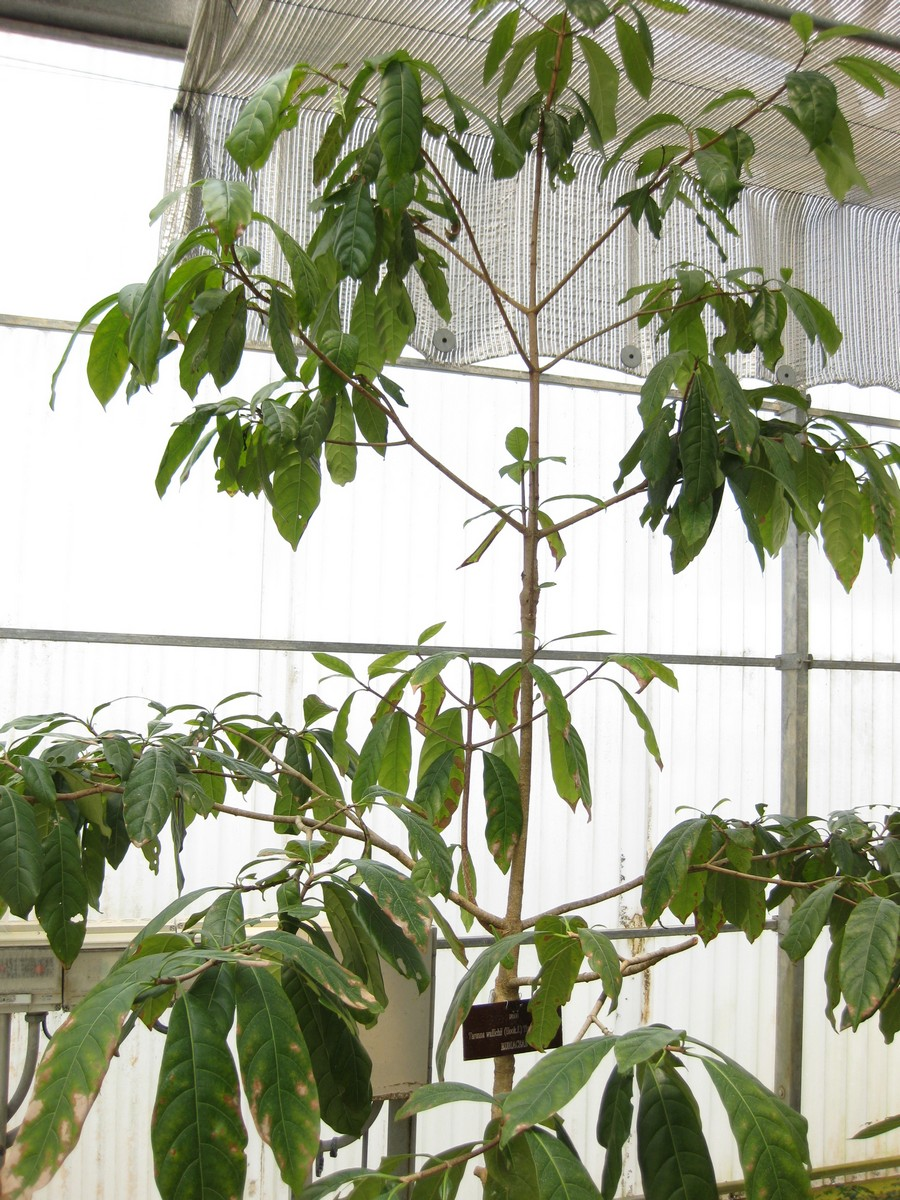
Tarenna wallichii, Jardin botanique de la reine Sirikit, Thaïlande

- Tarenna acutisepala F.C.How ex W.C.Chen
- Tarenna adangensis (Ridl.) Ridl.
- Tarenna adpressa (King) Merr.
- Tarenna agumbensis Sundararagh.
- Tarenna alleizettei (Dubard & Dop) De Block
- Tarenna alpestris (Wight) N.P.Balakr.
- Tarenna angustifolia Merr.
- Tarenna annamensis Pit.
- Tarenna arborea (Elmer) Elmer
- Tarenna arborescens Ridl.
- Tarenna asiatica (L.) Kuntze ex K.Schum.
- Tarenna attenuata (Hook.f.) Hutch.
- Tarenna austrosinensis Chun & F.C.How ex W.C.Chen
- Tarenna baconoides Wernham
- Tarenna bakeri (Merr.) Bremek.
- Tarenna barbellata Valeton
- Tarenna bartlettii Ridl.
- Tarenna bartlingii Bremek.
- Tarenna baviensis (Drake) Pit.
- Tarenna bipindensis (K.Schum.) Bremek.
- Tarenna bonii Pit.
- Tarenna borneensis Valeton
- Tarenna brachysiphon (Hiern) Keay
- Tarenna brevicymigera W.C.Chen
- Tarenna bridsoniana Degreef
- Tarenna burttii Bridson
- Tarenna calliblepharis N.Hallé
- Tarenna campaniflora (Hook.f.) N.P.Balakr.
- Tarenna canarica (Bedd.) Bremek.
- Tarenna capitata Pit.
- Tarenna capuroniana De Block
- Tarenna catanduanensis Merr.
- Tarenna celebica (Miq.) Ruhsam
- Tarenna chevalieri Pit.
- Tarenna ciliolata (Korth.) Bremek.
- Tarenna cinerea Craib
- Tarenna citrina Pit.
- Tarenna collinsae Craib
- Tarenna compactiflora (Kurz) Bremek.
- Tarenna conferta (Benth.) Hiern
- Tarenna confusa (Blume) Valeton
- Tarenna congensis Hiern
- Tarenna coriacea (Korth.) Merr.
- Tarenna costata (Miq.) Merr.
- Tarenna crassifolia Ridl.
- Tarenna cumingiana (S.Vidal) Elmer
- Tarenna curtisii (King) F.N.Williams
- Tarenna dallachiana (F.Muell. ex Benth.) S.Moore
- Tarenna dasyphylla (Miq.) Valeton ex Steenis
- Tarenna debilis Ridl.
- Tarenna depauperata Hutch.
- Tarenna disperma (Hook.f.) Pit.
- Tarenna drummondii Bridson
- Tarenna ebracteata (Elmer) Elmer
- Tarenna eketensis Wernham
- Tarenna elongata Merr.
- Tarenna eucrantha (Elmer) Merr.
- Tarenna evansii Ridl.
- Tarenna flava Alston
- Tarenna foonchewii (W.C.Ko) Tao Chen
- Tarenna forsteniana (Miq.) Ruhsam
- Tarenna fragrans (Blume) Koord. & Valeton
- Tarenna funebris (Bremek.) N.Hallé
- Tarenna fuscoflava (K.Schum.) S.Moore
- Tarenna gibbsiae Wernham
- Tarenna gilletii (De Wild. & T.Durand) N.Hallé ex Gereau
- Tarenna glaberrima Ridl.
- Tarenna gossweileri S.Moore
- Tarenna gracilipes (Hayata) Ohwi
- Tarenna gracilis (Stapf) Keay
- Tarenna grandiflora (Benth.) Hiern
- Tarenna grevei (Drake) Homolle
- Tarenna harmandiana Pit.
- Tarenna helferi (Kurz) N.P.Balakr.
- Tarenna hexamera (Schltr. & K.Krause) Jérémie
- Tarenna hirsuta Craib
- Tarenna hispidula Craib
- Tarenna hoaensis Pit.
- Tarenna hosei Ridl.
- Tarenna hutchinsonii Bremek.
- Tarenna ignambiensis (Guillaumin) Jérémie
- Tarenna inops Degreef
- Tarenna insularis (Ridl.) Ridl.
- Tarenna jolinonii N.Hallé
- Tarenna joskei (Horne ex Baker) A.C.Sm. & S.P.Darwin
- Tarenna junodii (Schinz) Bremek.
- Tarenna keyensis Valeton
- Tarenna kivuensis Degreef
- Tarenna lanceolata Chun & F.C.How ex W.C.Chen
- Tarenna lancifolia Ridl.
- Tarenna lancilimba W.C.Chen
- Tarenna lasiorhachis (K.Schum. & K.Krause) Bremek.
- Tarenna laticorymbosa Chun & F.C.How ex W.C.Chen
- Tarenna latifolia Pit.
- Tarenna laui Merr.
- Tarenna leioloba (Guillaumin) S.Moore
- Tarenna leonardii N.Hallé
- Tarenna lifouana (Däniker) Jérémie
- Tarenna limbata (Stapf) Bremek.
- Tarenna littoralis Merr.
- Tarenna loheri (Merr.) Bremek.
- Tarenna longifolia (Miq.) Ridl.
- Tarenna longipedicellata (J.G.García) Bridson
- Tarenna luhomeroensis Bridson
- Tarenna luteola (Stapf) Bremek.
- Tarenna luzoniensis (Vidal) Bremek.
- Tarenna macroptera (Miq.) Bremek.
- Tarenna maingayi (Hook.f.) Merr.
- Tarenna membranacea Pit.
- Tarenna meyeri (Elmer) Elmer
- Tarenna microcarpa (Guillaumin) Jérémie
- Tarenna mollis (Wall. ex Hook.f.) B.L.Rob.
- Tarenna mollissima (Walp.) Rob.
- Tarenna monosperma (Wight & Arn.) D.C.S.Raju
- Tarenna monticola S.T.Reynolds & P.I.Forst.
- Tarenna multinervia (Merr.) Bremek.
- Tarenna mussaendoides (Craib) K.M.Wong
- Tarenna nilagirica (Bedd.) Bremek.
- Tarenna nilotica Hiern
- Tarenna nitida Merr.
- Tarenna nitidula (Benth.) Hiern
- Tarenna nitiduloides G.Taylor
- Tarenna oblanceolata Ridl.
- Tarenna oblonga (Korth.) Bremek.
- Tarenna obtusifolia Merr.
- Tarenna odorata (Roxb.) B.L.Rob.
- Tarenna ogoouensis Degreef
- Tarenna palawanensis (Elmer) Merr.
- Tarenna pallidula Hiern
- Tarenna pangasinensis Merr.
- Tarenna pauciflora Craib
- Tarenna pavettoides (Harv.) Sim
- Tarenna peekeliana Valeton
- Tarenna pembensis J.E.Burrows
- Tarenna pentamera (Benth.) S.T.Reynolds
- Tarenna petitii N.Hallé
- Tarenna pilosa (Craib) Bremek.
- Tarenna polycarpa (Miq.) Koord. & Valeton
- Tarenna polysperma Chun & F.C.How ex W.C.Chen
- Tarenna precidantenna N.Hallé
- Tarenna principensis Degreef
- Tarenna puberula Craib
- Tarenna pubiflora (Decne.) Meijer
- Tarenna pubinervis Hutch.
- Tarenna pubituba (Merr.) Bremek.
- Tarenna pulchra (Ridl.) Ridl.
- Tarenna pumila (Hook.f.) Merr.
- Tarenna quadrangularis Bremek.
- Tarenna quocensis Pit.
- Tarenna rhypalostigma (Schltr.) Bremek.
- Tarenna ridleyi (H.Pearson ex King & Gamble) Ridl.
- Tarenna roseicosta Bridson
- Tarenna rudis Ridl.
- Tarenna rwandensis Bridson
- Tarenna sakae Craib
- Tarenna sambucina (G.Forst.) T.Durand ex Drake
- Tarenna scaberula (Merr.) Merr.
- Tarenna scabrida S.Moore
- Tarenna sechellensis (Baker) Summerh.
- Tarenna seemanniana A.C.Sm. & S.P.Darwin
- Tarenna sinica W.C.Chen
- Tarenna spiranthera (Drake) Homolle
- Tarenna stellulata (Hook.f.) Ridl.
- Tarenna stenantha Merr.
- Tarenna subsessilis (A.Gray) Ito
- Tarenna sumatrana Ridl.
- Tarenna sumatrensis (Roth) Bremek.
- Tarenna sylvicola (Ridl.) Merr.
- Tarenna thomasii Hutch. & Dalziel
- Tarenna thorelii Pit.
- Tarenna thouarsiana (Drake) Homolle
- Tarenna tonkinensis Pit.
- Tarenna trichurensis Sasidh. & Sivar.
- Tarenna truncatocalyx (Guillaumin) Bremek.
- Tarenna tsangii Merr.
- Tarenna uniflora Homolle
- Tarenna unioensis (Guillaumin) Jérémie
- Tarenna uzungwaensis Bridson
- Tarenna valida Craib
- Tarenna vanprukii Craib
- Tarenna verticillata Jérémie
- Tarenna vignei Hutch. & Dalziel
- Tarenna wallichii (Hook.f.) Ridl.
- Tarenna wangii Chun & F.C.How ex W.C.Chen
- Tarenna warburgiana Valeton
- Tarenna weberifolia (Kurz) N.P.Balakr.
- Tarenna winkleri Valeton
- Tarenna wrayi (King) Ridl.
- Tarenna yappii (King) Ridl.
- Tarenna yunnanensis F.C.How ex W.C.Chen

Selon GRIN (24 juillet 2017) :
- Tarenna asiatica (L.) Kuntze

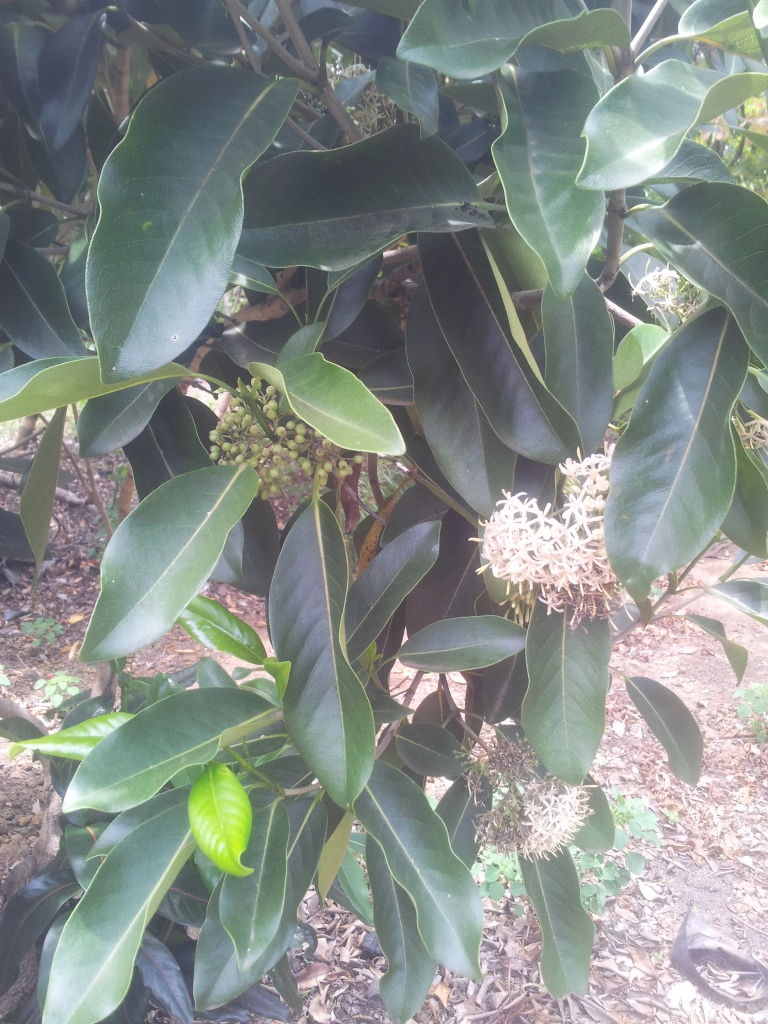
Bois de rat ou bois de pintade Tarenna borbonica en fleurs

- Tarenna borbonica (Hend. & A. A. Hend.) Verdc.
- Tarenna hutchinsonii Bremek.
- Tarenna sambucina (G. Forst.) K. Schum. & Lauterb.

Selon ITIS (24 juillet 2017) :
- Tarenna sambucina (G. Forst.) T. Durand ex Drake

Selon NCBI (24 juillet 2017) :
- Tarenna alleizettei
- Tarenna alpestris
- Tarenna asiatica
- Tarenna attenuata
- Tarenna bipindensis
- Tarenna bridsoniana
- Tarenna burttii
- Tarenna capuroniana
- Tarenna costata
- Tarenna dallachiana
- Tarenna depauperata
- Tarenna drummondii
- Tarenna flava
- Tarenna fuscoflava
- Tarenna gracilipes
- Tarenna grevei
- Tarenna hoaensis
- Tarenna jolinonii
- Tarenna lasiorhachis
- Tarenna leioloba
- Tarenna longipedicellata
- Tarenna microcarpa
- Tarenna mollissima
- Tarenna nitidula
- Tarenna pallidula
- Tarenna pavettoides
- Tarenna pembensis
- Tarenna pilosa
- Tarenna precidantenna
- Tarenna quadrangularis
- Tarenna rhypalostigma
- Tarenna roseicosta
- Tarenna sambucina

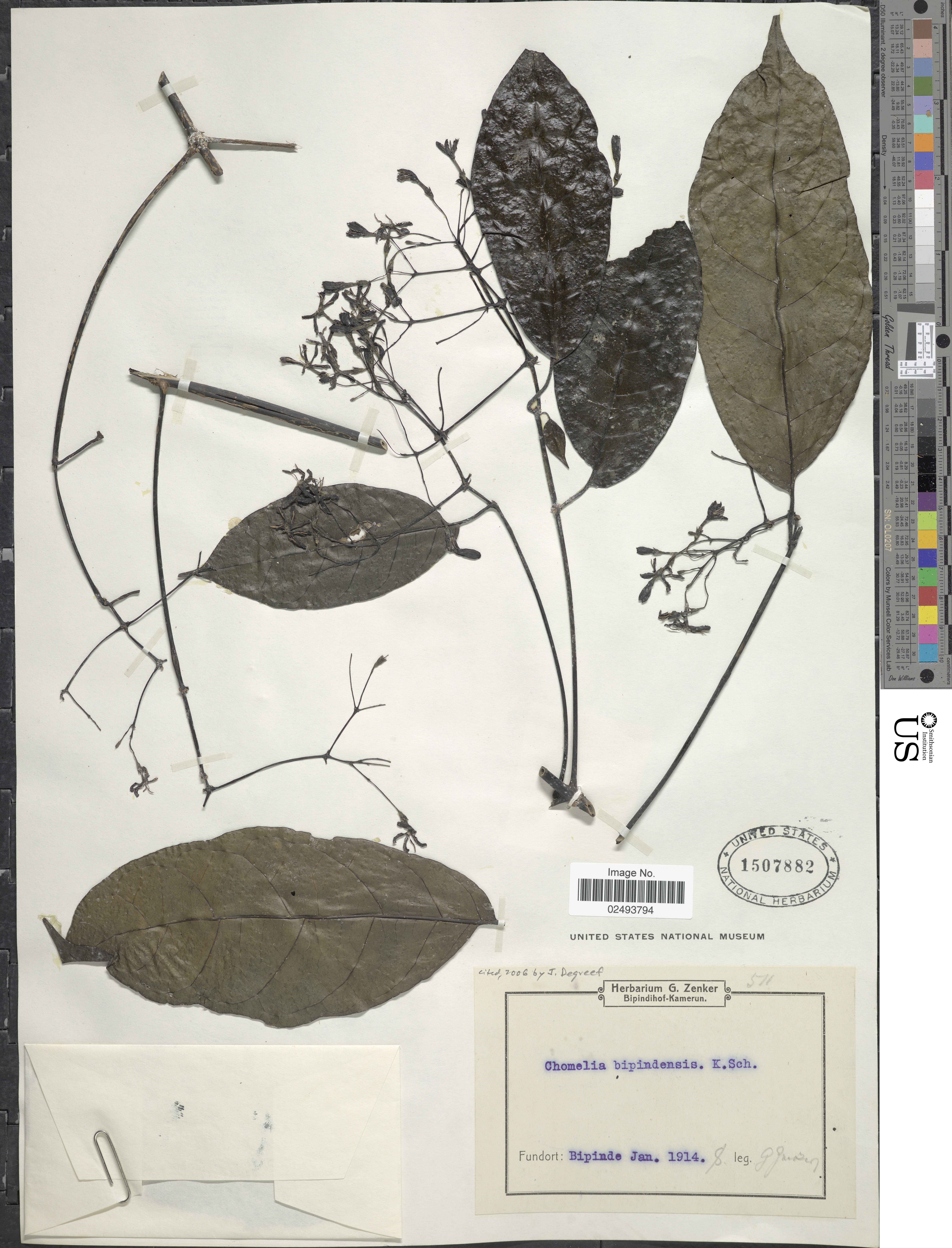
Tarenna bipindensis récolté en 1914 par G. A. Zenker à Bipindi au Cameroun puis conservé au Musée national d'histoire naturelle des États-Unis, Washington

  - variété Tarenna sambucina var. buruensis
- Tarenna sechellensis
- Tarenna seemanniana
- Tarenna spiranthera
- Tarenna subsessilis
- Tarenna thouarsiana
- Tarenna uniflora
- Tarenna vignei

Selon The Plant List (24 juillet 2017) :
- Tarenna acuminata Merr.
- Tarenna acutisepala F.C.How ex W.C.Chen
- Tarenna adangensis (Ridl.) Ridl.
- Tarenna adpressa (King) Merr.
- Tarenna agumbensis Sundararagh.
- Tarenna alleizettei (Dubard & Dop) De Block
- Tarenna alpestris (Wight) N.P.Balakr.
- Tarenna angustifolia Merr.
- Tarenna annamensis Pit.
- Tarenna arborea (Elmer) Elmer
- Tarenna arborescens Ridl.
- Tarenna asiatica (L.) Kuntze ex K.Schum.
- Tarenna attenuata (Voigt) Hutch.
- Tarenna austrosinensis Chun & F.C.How ex W.C.Chen
- Tarenna baconoides Wernham
- Tarenna bakeri (Merr.) Bremek.
- Tarenna barbellata Valeton
- Tarenna bartlettii Ridl.
- Tarenna bartlingii Bremek.
- Tarenna baviensis (Drake) Pit.
- Tarenna bipindensis (K.Schum.) Bremek.
- Tarenna bonii Pit.
- Tarenna borneensis Valeton
- Tarenna brachysiphon (Hiern) Keay
- Tarenna brevicymigera W.C.Chen
- Tarenna bridsoniana Degreef
- Tarenna burttii Bridson
- Tarenna calliblepharis N.Hallé
- Tarenna campaniflora (Hook.f.) N.P.Balakr.
- Tarenna canarica (Bedd.) Bremek.
- Tarenna capitata Pit.
- Tarenna capuroniana De Block
- Tarenna catanduanensis Merr.
- Tarenna celebica (Miq.) Ruhsam
- Tarenna chevalieri Pit.
- Tarenna ciliolata (Korth.) Bremek.
- Tarenna cinerea Craib
- Tarenna citrina Pit.
- Tarenna collinsae Craib
- Tarenna compactiflora (Kurz) Bremek.
- Tarenna conferta (Benth.) Hiern
- Tarenna confusa (Blume) Valeton
- Tarenna congensis Hiern
- Tarenna coriacea (Korth.) Merr.
- Tarenna costata (Miq.) Merr.
- Tarenna crassifolia Ridl.
- Tarenna cumingiana (S.Vidal) Elmer
- Tarenna curtisii (King) F.N.Williams
- Tarenna dallachiana (F.Muell. ex Benth.) S.Moore
- Tarenna dasyphylla (Miq.) Valeton ex Steenis
- Tarenna debilis Ridl.
- Tarenna depauperata Hutch.
- Tarenna disperma (Hook.f.) Pit.
- Tarenna drummondii Bridson
- Tarenna ebracteata (Elmer) Elmer
- Tarenna eketensis Wernham
- Tarenna elongata Merr.
- Tarenna eucrantha (Elmer) Merr.
- Tarenna evansii Ridl.
- Tarenna flava Alston
- Tarenna foonchewii (W.C.Ko) Tao Chen
- Tarenna forsteniana (Miq.) Ruhsam
- Tarenna fragrans (Blume) Koord. & Valeton
- Tarenna funebris (Bremek.) N.Hallé
- Tarenna fuscoflava (K.Schum.) S.Moore
- Tarenna gibbsiae Wernham
- Tarenna gilletii (De Wild. & T.Durand) N.Hallé ex Gereau
- Tarenna glaberrima Ridl.
- Tarenna gossweileri S.Moore
- Tarenna gracilipes (Hayata) Ohwi
- Tarenna gracilis (Stapf) Keay
- Tarenna grandiflora (Benth.) Hiern
- Tarenna grevei (Drake) Homolle
- Tarenna harmandiana Pit.
- Tarenna helferi (Kurz) N.P.Balakr.
- Tarenna hexamera (Schltr. & K.Krause) Jérémie
- Tarenna hirsuta Craib
- Tarenna hispidula Craib
- Tarenna hoaensis Pit.
- Tarenna hosei Ridl.
- Tarenna hutchinsonii Bremek.
- Tarenna ignambiensis (Guillaumin) Jérémie
- Tarenna inops Degreef
- Tarenna insularis (Ridl.) Ridl.
- Tarenna jolinonii N.Hallé
- Tarenna joskei (Horne ex Baker) A.C.Sm. & S.P.Darwin
- Tarenna junodii (Schinz) Bremek.
- Tarenna keyensis Valeton
- Tarenna kivuensis Degreef
- Tarenna lanceolata Chun & F.C.How ex W.C.Chen
- Tarenna lancifolia Ridl.
- Tarenna lancilimba W.C.Chen
- Tarenna lasiorhachis (K.Schum. & K.Krause) Bremek.
- Tarenna laticorymbosa Chun & F.C.How ex W.C.Chen
- Tarenna latifolia Pit.
- Tarenna laui Merr.
- Tarenna leioloba (Guillaumin) S.Moore
- Tarenna leonardii N.Hallé
- Tarenna lifouana (Däniker) Jérémie
- Tarenna limbata (Stapf) Bremek.
- Tarenna littoralis Merr.
- Tarenna loheri (Merr.) Bremek.
- Tarenna longifolia (Miq.) Ridl.
- Tarenna longipedicellata (J.G.García) Bridson
- Tarenna luhomeroensis Bridson
- Tarenna luteola (Stapf) Bremek.
- Tarenna luzoniensis (Vidal) Bremek.
- Tarenna macroptera (Miq.) Bremek.
- Tarenna maingayi (Hook.f.) Merr.
- Tarenna membranacea Pit.
- Tarenna meyeri (Elmer) Elmer
- Tarenna microcarpa (Guillaumin) Jérémie
- Tarenna mollis (Wall. ex Hook.f.) B.L.Rob.
- Tarenna mollissima (Walp.) Rob.
- Tarenna monosperma (Wight & Arn.) D.C.S.Raju
- Tarenna monticola S.T.Reynolds & P.I.Forst.
- Tarenna multinervia (Merr.) Bremek.
- Tarenna mussaendoides (Craib) K.M.Wong
- Tarenna nilagirica (Bedd.) Bremek.
- Tarenna nilotica Hiern
- Tarenna nitida Merr.
- Tarenna nitidula (Benth.) Hiern
- Tarenna nitiduloides G.Taylor
- Tarenna oblanceolata Ridl.
- Tarenna oblonga (Korth.) Bremek.
- Tarenna obtusifolia Merr.
- Tarenna odorata (Roxb.) B.L.Rob.
- Tarenna ogoouensis Degreef
- Tarenna palawanensis (Elmer) Merr.
- Tarenna pallidula Hiern
- Tarenna pangasinensis Merr.
- Tarenna pauciflora Craib
- Tarenna pavettoides (Harv.) Sim
- Tarenna peekeliana Valeton
- Tarenna pembensis J.E.Burrows
- Tarenna pentamera (Benth.) S.T.Reynolds
- Tarenna petitii N.Hallé
- Tarenna pilosa (Craib) Bremek.
- Tarenna polycarpa (Miq.) Koord. & Valeton
- Tarenna polysperma Chun & F.C.How ex W.C.Chen
- Tarenna precidantenna N.Hallé
- Tarenna principensis Degreef
- Tarenna puberula Craib
- Tarenna pubiflora (Decne.) Meijer
- Tarenna pubinervis Hutch.
- Tarenna pubituba (Merr.) Bremek.
- Tarenna pulchra (Ridl.) Ridl.
- Tarenna pumila (Hook.f.) Merr.
- Tarenna quadrangularis Bremek.
- Tarenna quocensis Pit.
- Tarenna rhypalostigma (Schltr.) Bremek.
- Tarenna ridleyi (H.Pearson ex King & Gamble) Ridl.
- Tarenna roseicosta Bridson
- Tarenna rudis Ridl.
- Tarenna rwandensis Bridson
- Tarenna sakae Craib
- Tarenna sambucina (G.Forst.) T.Durand ex Drake
- Tarenna scaberula (Merr.) Merr.
- Tarenna scabrida S.Moore
- Tarenna sechellensis (Baker) Summerh.
- Tarenna seemanniana A.C.Sm. & S.P.Darwin
- Tarenna sinica W.C.Chen
- Tarenna spiranthera (Drake) Homolle
- Tarenna stellulata (Hook.f.) Ridl.
- Tarenna stenantha Merr.
- Tarenna subsessilis (A.Gray) Ito
- Tarenna sumatrana Ridl.
- Tarenna sumatrensis (Roth) Bremek.
- Tarenna sylvicola (Ridl.) Merr.
- Tarenna thomasii Hutch. & Dalziel
- Tarenna thorelii Pit.
- Tarenna thouarsiana (Drake) Homolle
- Tarenna tonkinensis Pit.
- Tarenna trichantha (Baker) Bremek.
- Tarenna trichurensis Sasidh. & Sivar.
- Tarenna truncatocalyx (Guillaumin) Bremek.
- Tarenna tsangii Merr.
- Tarenna uniflora Homolle
- Tarenna unioensis (Guillaumin) Jérémie
- Tarenna uzungwaensis Bridson
- Tarenna valida Craib
- Tarenna vanprukii Craib
- Tarenna verticillata Jérémie
- Tarenna vignei Hutch. & Dalziel
- Tarenna wallichii (Hook.f.) Ridl.
- Tarenna wangii Chun & F.C.How ex W.C.Chen
- Tarenna warburgiana Valeton
- Tarenna weberifolia (Kurz) N.P.Balakr.
- Tarenna winkleri Valeton
- Tarenna wrayi (King) Ridl.
- Tarenna yappii (King) Ridl.
- Tarenna yunnanensis F.C.How ex W.C.Chen

Selon Tropicos (24 juillet 2017) (Attention liste brute contenant possiblement des synonymes) :
- Tarenna acuminata Merr.
- Tarenna acutisepala F.C. How ex W.C. Chen
- Tarenna adamii Schnell
- Tarenna adangensis (Ridl.) Ridl.
- Tarenna adpressa (King) Merr.
- Tarenna affinis (K. Schum.) S. Moore
- Tarenna agnata Cheek & Lopez Poveda
- Tarenna agumbensis Roghavan
- Tarenna alleizettei (Dubard & Dop) De Block
- Tarenna alpestris (Wight) N.P. Balakr.
- Tarenna angolensis Hiern
- Tarenna angustifolia (King) Merr.
- Tarenna annamensis Pit.
- Tarenna arborescens Ridl.
- Tarenna arboreus Elmer
- Tarenna asiatica Kuntze ex K. Schum.
- Tarenna asteriscus (Hallier f.) Bremek.
- Tarenna attenuata (Hook. f.) Hutch.
- Tarenna australis (Benth.) S.J.Ali & Robbr.
- Tarenna austrosinensis W.C. Chen
- Tarenna axillaris Ridl.
- Tarenna baconoides Wernham
- Tarenna bakeri (Merr.) Bremek.
- Tarenna barbellata Valeton
- Tarenna barbertonensis (Bremek.) Bremek.
- Tarenna bartlettii Ridl.
- Tarenna bartlingii (Bartl. ex DC.) Bremek.
- Tarenna baviensis (Drake) Pit.
- Tarenna bipindensis (K. Schum.) Bremek.
- Tarenna bonii Pit.
- Tarenna boranensis Cufod.
- Tarenna borbonica (Hend. & Andr. Hend.) Verdc.
- Tarenna borii C.E.C. Fisch.
- Tarenna borneensis Valeton
- Tarenna brachypoda Homolle
- Tarenna brachysiphon (Hiern) Keay
- Tarenna brevicymigera W.C. Chen
- Tarenna bridsoniana Degreef
- Tarenna brunnea R.D. Good
- Tarenna burttii Bridson
- Tarenna buruensis (Miq.) Merr.
- Tarenna calcarea Ridl.
- Tarenna calliblepharis N. Hallé
- Tarenna calycina (Korth.) Bremek.
- Tarenna cameronii (C.T. White) S.J.Ali & Robbr.
- Tarenna campaniflora (Hook. f.) N.P. Balakr.
- Tarenna canarica (Bedd.) Bremek.
- Tarenna capitata Pit.
- Tarenna capuroniana De Block
- Tarenna catanduanensis Merr.
- Tarenna catocensi R.D. Good
- Tarenna catocensis R.D. Good
- Tarenna celebica (Miq.) Ruhsam
- Tarenna chevalieri Pit.
- Tarenna ciliolata (Korth.) Bremek.
- Tarenna cinerea (A. Rich. ex DC.) Homolle
- Tarenna cinnamomea Craib
- Tarenna citrina Pit.
- Tarenna collinsae Craib
- Tarenna compactiflora (Kurz) Bremek.
- Tarenna conferta (Benth.) Hiern
- Tarenna confusa (Blume) Valeton
- Tarenna congensis Hiern
- Tarenna coriacea (Korth.) Merr.
- Tarenna corymbosa (Willd.) Pit.
- Tarenna costata (Miq.) Merr.
- Tarenna crassifolia Ridl.
- Tarenna cumingiana (S. Vidal) Elmer
- Tarenna curtisii (King) F.N. Williams
- Tarenna cymosa (Willd. ex Schult.) Verdc.
- Tarenna dallachiana (F. Muell. ex Benth.) S. Moore
- Tarenna dasyphylla (Miq.) Valeton ex Steenis
- Tarenna debilis Ridl.
- Tarenna depauperata Hutch.
- Tarenna disperma (Hook. f.) Pit.
- Tarenna drummondii Bridson
- Tarenna ebracteata (Elmer) Elmer
- Tarenna edgardii Chiov.
- Tarenna eketensis Wernham
- Tarenna elliptica Craib
- Tarenna elongata Merr.
- Tarenna eucrantha (Elmer) Merr.
- Tarenna evansii Ridl.
- Tarenna expandens (F. Muell.) S. Moore
- Tarenna flava Alston
- Tarenna foliosa S. Moore
- Tarenna foonchewii (W.C. Ko) C.T. Chen
- Tarenna forsteniana (Miq.) Ruhsam
- Tarenna fragrans (Blume) Koord. & Valeton
- Tarenna friesiorum (K. Krause) Bremek.
- Tarenna funebris (Bremek.) N. Hallé
- Tarenna fusco-flava (K. Schum.) S. Moore
- Tarenna gibbsiae Wernham
- Tarenna gilletii (De Wild. & T. Durand) N. Hallé ex Gereau
- Tarenna glaberrima (Ridl.) Ridl.
- Tarenna glabra Merr.
- Tarenna gossweileri S. Moore
- Tarenna gracilipes (Hayata) Ohwi
- Tarenna gracilis (Stapf) Keay
- Tarenna grandiflora (Benth.) Hiern
- Tarenna grandifolia (Hook. f.) Ridl.
- Tarenna graveolens (S. Moore) Bremek.
- Tarenna grevei (Drake) Homolle
- Tarenna guelcheriana (K. Schum.) Valeton
- Tarenna gyokushinkwa Ohwi
- Tarenna hameliiblasta Wernham
- Tarenna harmandiana Pit.
- Tarenna hayataiana Kaneh.
- Tarenna helferi (Kurz) N.P. Balakr.
- Tarenna hexamera (Schltr. & K. Krause) Jérémie
- Tarenna hirsuta Craib
- Tarenna hispidula Craib
- Tarenna hoaensis Pit.
- Tarenna hosei Ridl.
- Tarenna hutchinsonii Bremek.
- Tarenna ignambiensis (Guillaumin) Jérémie
- Tarenna incana Diels
- Tarenna incerta Koord. & Valeton
- Tarenna inops Degreef
- Tarenna insularis (Ridl.) Ridl.
- Tarenna jolinonii N. Hallé
- Tarenna joskei (Horne ex Baker) A.C. Sm. & S.P. Darwin
- Tarenna junodii (Schinz) Bremek.
- Tarenna keyensis Valeton
- Tarenna kibuwae Bridson
- Tarenna kivuensis Degreef
- Tarenna kotoensis (Hayata) Kaneh. & Sasaki
- Tarenna kwangsiensis Hand.-Mazz.
- Tarenna lagosensis Hutch. & Dalziel
- Tarenna lanceolata Chun & F.C. How ex W.C. Chen
- Tarenna lancifolia (Hayata) Kaneh. & Sasaki
- Tarenna lancilimba W.C. Chen
- Tarenna lasiorachis (K. Schum. & K. Krause) Bremek.
- Tarenna lasiorhachis (K. Schum. & K. Krause) Bremek.
- Tarenna laticorymbosa Chun & F.C. How ex W.C. Chen
- Tarenna latifolia Pit.
- Tarenna laui Merr.
- Tarenna laurentii (De Wild.) J.G. García
- Tarenna laxiflora (Blume) Koord. & Valeton
- Tarenna le-testui Pellegr.
- Tarenna leioloba (Guillaumin) S. Moore
- Tarenna leonardii N. Hallé
- Tarenna lifouana (Däniker) Jérémie
- Tarenna limbata (Stapf) Bremek.
- Tarenna littoralis (Hiern) Bridson
- Tarenna loheri (Merr.) Bremek.
- Tarenna longepedicellata (J.G. García) Bridson
- Tarenna longifolia (Miq.) Ridl.
- Tarenna luhomeroensis Bridson
- Tarenna luteola (Stapf) Bremek.
- Tarenna luzoniensis (Vidal) Bremek.
- Tarenna macrochlamys Baker
- Tarenna macroptera (Miq.) Bremek.
- Tarenna maingayi (Hook. f.) Merr.
- Tarenna malacophylla (Drake) Homolle
- Tarenna mangenotii Schnell
- Tarenna membranacea Pit.
- Tarenna meyeri (Elmer) Elmer
- Tarenna microcarpa (Guillaumin) Jérémie
- Tarenna mollis (Wall.) B.L. Rob.
- Tarenna mollissima (Hook. & Arn.) B.L. Rob.
- Tarenna monosperma (Wight & Arn.) N.P. Balakr.
- Tarenna monticola S.T. Reynolds & P.I. Forst.
- Tarenna mossambicensis Hiern
- Tarenna multinervia (Merr.) Bremek.
- Tarenna mussaendoides (Craib) K.M. Wong
- Tarenna napieri (Ridl.) Ridl.
- Tarenna neurophylla (S. Moore) Bremek.
- Tarenna nigrescens (Hook. f.) Hiern
- Tarenna nigroviridis Good
- Tarenna nilagirica (Bedd.) Bremek.
- Tarenna nilotica Hiern
- Tarenna nimbana Schnell
- Tarenna nitida Merr.
- Tarenna nitidula (Benth.) Hiern
- Tarenna nitiduloides G. Taylor
- Tarenna nossibensis Homolle
- Tarenna oblanceolata Ridl.
- Tarenna oblonga (Korth.) Bremek.
- Tarenna obtusifolia Merr.
- Tarenna odora (K. Krause) Cufod.
- Tarenna odorata (Roxb.) B.L. Rob.
- Tarenna ogoouensis Degreef
- Tarenna oligantha Cufod.
- Tarenna ombrophila Schnell
- Tarenna palawanensis (Elmer) Merr.
- Tarenna pallida (Franch. ex Brandis) Hutch.
- Tarenna pallidula Hiern
- Tarenna pangasinensis Merr.
- Tarenna papillulosa (King) Ridl.
- Tarenna papyraceae Burtt Davy
- Tarenna patens S. Moore
- Tarenna patula Hutch. & Dalziel
- Tarenna pauciflora Craib
- Tarenna pavettoides (Harv.) Sim
- Tarenna peekeliana Valeton
- Tarenna pembensis J.E. Burrows
- Tarenna pentamera (Benth.) S.T. Reynolds
- Tarenna peteri Bridson
- Tarenna petitii N. Hallé
- Tarenna pilosa (Craib) Bremek.
- Tarenna pobeguinii Pobég.
- Tarenna polycarpa (Miq.) Koord. & Valeton
- Tarenna polysperma Chun & F.C. How ex W.C. Chen
- Tarenna precidantenna N. Hallé
- Tarenna principensis Degreef
- Tarenna puberula Craib
- Tarenna pubescens Craib
- Tarenna pubiflora (Decne.) Meijer
- Tarenna pubinervis Hutch.
- Tarenna pubituba (Merr.) Bremek.
- Tarenna pulchra (Ridl.) Ridl.
- Tarenna pumila (Hook. f.) Merr.
- Tarenna punctata (K. Krause) Bremek.
- Tarenna quadrangularis Bremek.
- Tarenna quocensis Pit.
- Tarenna rhodesiaca Bremek.
- Tarenna rhypalostigma (Schltr.) Bremek.
- Tarenna richardii Drake ex Verdc.
- Tarenna ridleyi (H. Pearson ex King & Gamble) Ridl.
- Tarenna roseicosta Bridson
- Tarenna rudis Ridl.
- Tarenna rwandensis Bridson
- Tarenna sakae Craib
- Tarenna salicina (Ridl.) Ridl.
- Tarenna sambucina (G. Forst.) T. Durand ex Drake
- Tarenna saxatilis (Scott-Elliot) Homolle
- Tarenna scaberula (Merr.) Merr.
- Tarenna scabrida S. Moore
- Tarenna scandens R.D. Good
- Tarenna sechellensis Summerh.
- Tarenna seemanniana (Seem.) A.C. Sm. & S.P. Darwin
- Tarenna sinica W.C. Chen
- Tarenna soyauxii (Hiern) Bremek.
- Tarenna spiranthera (Drake) Homolle
- Tarenna spodia Bremek.
- Tarenna stellulata (Hook. f.) Ridl.
- Tarenna stenantha Merr.
- Tarenna subsessilis (A. Gray) Ito
- Tarenna sumatrana Ridl.
- Tarenna sumatrensis (Roth) Bremek.
- Tarenna supra-axillaris (Hemsl.) Bremek.
- Tarenna sylvestris Hutch.
- Tarenna sylvicola (Ridl.) Merr.
- Tarenna tahitensis Valeton
- Tarenna talbotii Wernham
- Tarenna talbotiorum Wernham
- Tarenna tetramera Hiern
- Tarenna thomasii Hutch. & Dalziel
- Tarenna thorelii Pit.
- Tarenna thouarsiana (Drake) Homolle
- Tarenna tomensis Schnell
- Tarenna tonkinensis Pit.
- Tarenna trichantha (Baker) Bremek.
- Tarenna trichurensis Sasidh. & Sivar.
- Tarenna truncatocalyx (Guillaumin) Bremek.
- Tarenna tsangii Merr.
- Tarenna ulugurensis (K. Schum.) Cufod.
- Tarenna uniflora (Drake) Homolle
- Tarenna unioensis (Guillaumin) Jérémie
- Tarenna uzungwaensis Bridson
- Tarenna valida Craib
- Tarenna vanprukii Craib
- Tarenna velutina (Cordem.) Verdc.
- Tarenna verdcourtiana Fosberg
- Tarenna verticillata Jérémie
- Tarenna vignei Hutch. & Dalziel
- Tarenna viridis Craib
- Tarenna wajirensis Bridson
- Tarenna wallichii (Hook. f.) Ridl.
- Tarenna wangii Chun & K.C. How ex W.C. Chen
- Tarenna warburgiana (Warb.) Valeton
- Tarenna weberifolia (Kurz) N.P. Balakr.
- Tarenna winkleri Valeton
- Tarenna wrayi (King) Ridl.
- Tarenna yappii (King) Ridl.
- Tarenna yunnanensis F.C. How ex W.C. Chen
- Tarenna zeylanica Gaertn.
- Tarenna zimbabwensis Bridson
- Tarenna zippeliana (Miq.) Valeton
- Tarenna zygoon Bridson